# 沙河乡 (云梦县)
沙河乡，是中华人民共和国湖北省孝感市云梦县下辖的一个乡镇级行政单位。

## 行政区划
沙河乡下辖以下地区：
李店社区、齐云庵村、辛安村、伍湖村、沙河村、张垸村、石羊村、周许村、民主村、太平村、黄渡村、湖田村、舒袁村、杨林村、雷桥村、聂桥村、紫云湖村、铁铺村、缸河岭村、界河村和湾湖村。